# Хинт, Александр Мадисович
Александр Мадисович Хинт (эст. Aleksander Hint; 30 ноября 1884 — 30 октября 1943) — эстонский капитан дальнего плавания, рыболов; депутат Рийгикогу I созыва от Эстонской трудовой партии.

## Биография
Родился в крестьянской семье. В море впервые вышел в возрасте 17 лет. Учился в морских училищах городов Аренсбург, Либава и Нарва, выучился на рулевого, а позже стал капитаном дальнего плавания. Участник русско-японской войны (корабельный инженер, плотник). Плавал под флагами четырёх стран.
Депутатом Рийгикогу избран 25 ноября 1921 года вместо Тимотеуса Грюнталя, представлял Эстонскую трудовую партию. Инициатор Закона о рыболовстве (принят в 1923 году), автор статей о рыболовстве, которые публиковались в разных газетах. С 1922 года основатель и глава общества рыбаков «Noot» в Кууснымме.
В августе 1941 года был эвакуирован из Таллина в Ленинград, будучи капитаном парома; оттуда был вместе со многими моряками эвакуирован в Казахстан, где назначен капитаном теплохода «Верный». Скончался 30 октября 1943 года на борту теплохода от тифа (остров Уялы в Аральском море).
Супруга — Мария (Маре) Юрьевна Хинт. Отец четверых детей. Наиболее известны его сыновья Ааду (писатель) и Йоханнес (инженер, изобретатель). Образ Александра Хинта присутствует в тетралогии Ааду Хинта «Берег ветров».